# Pătnikovo, Haskovo
Pătnikovo (în bulgară Пътниково) este un sat în comuna Stambolovo, regiunea Haskovo,  Bulgaria. 

## Demografie
Componența etnică a satului Pătnikovo
     Turci (98,11%)
     Nicio identificare (1,88%)
     Altele (0%)
La recensământul din 2011, populația satului Pătnikovo era de 53 locuitori. Din punct de vedere etnic, majoritatea locuitorilor (98,11%) erau turci. Pentru 1,88% din locuitori nu este cunoscută apartenența etnică.